# Gossamer
Gossamer est un monstre de cartoon créé par Chuck Jones en 1946 dans le film de Warner Bros Dîner de monstres, mettant en scène le lapin Bugs Bunny.

## Description
Gossamer est un monstre rouge très velu. Son visage se compose de deux yeux ovales et d'une bouche large. Il possède des doigts sales et griffus et il porte des baskets et il semblerait qu'il soit muet. Dans la série Looney Tunes Show, Gossamer a neuf ans, il est très timide et a un grand talent pour le chant et sa mère est Hazel la sorcière.
Son nom se veut ironique car en anglais, le nom commun gossamer désigne une toile d'araignée ou une étoffe très légères, alors que le monstre est très imposant.